# دویدسفلد
دویدسفلد (به آلمانی: Deudesfeld) یک شهر در آلمان است که در فولکانایفل واقع شده‌است. دویدسفلد ۳۹۵ نفر جمعیت دارد.